# Robots in Disguise
Robots in Disguise são uma banda de electro punk, de Liverpool, Reino Unido. Os seus membros são  Dee Plume (vocalista e guitarrista), e Sue Denim (também vocalista e guitarrista).

## Discografia
- Robots in Disguise (2001)
- Get RID! (2005)
- We're in the Music Biz (2008)
- Happiness v Sadness (2011)